# 마하 수

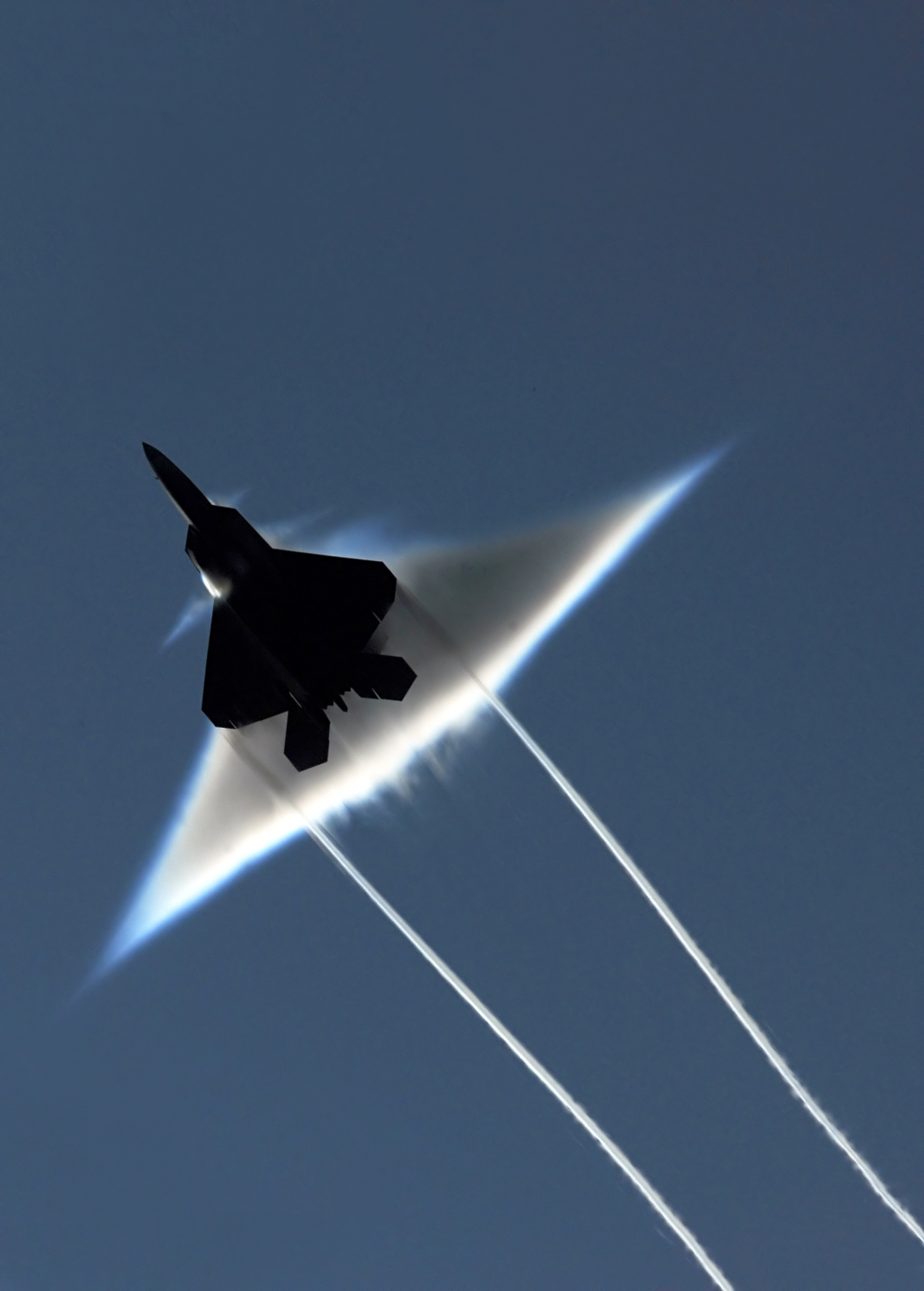

마하 수(Mach number)란 음속에 비하여 속도가 얼마나 되는지를 나타내는 수이다. 오스트리아의 과학자 에른스트 마흐(Ernst Mach)의 이름을 따 명명되었다.
음속은 공기의 밀도 및 온도에 따라 변화하므로 속도가 일정하다고 하더라도 공기역학적인 조건에 따라 마하 수가 변화하게 된다.
마하 수의 크기에 따라 다음과 같이 분류하는데 M<0.8일 때를 아음속영역이라고 하며 특히 M<0.3 조건에서는 공기가 압축되면서 발생하는 공기역학적 효과를 무시해도 좋을정도로 압축성 효과가 약하므로 일반적인 공학적 문제를 비압축성 유동으로 고려시에는 이 영역으로 가정한다.
0.8<M<1의 영역에서는 일반적으로 이 영역의 유동장을 지나가는 물체표면에 부분적으로 충격파가 발생한다. 이러한 특성으로 이 영역은 아음속과 초음속의 특성이 혼재되어 있는 영역으로 천음속영역이라고 한다.
1<M<5의 영역에서는 물체의 앞에서 공기의 압력과 밀도가 급격히 변화하는 지점이 발생하는데 이것을 충격파이라고 부른다. 이때 충격파의 형태에 따라 활모양 충격파(Bow Shockwave)와 경사충격파(Oblique Shockwave)로 나뉜다. 또한 이 영역을 초음속영역이라 한다.
M>5인 영역에서는 충격파뿐만 아니라 유체의 점성에 의한 공력가열현상으로 화학 반응이 일어나기 시작한다. 이 영역을 극초음속영역이라 한다.
비행체가 공기 중에서 비행할 때, 마하 수 1.0을 넘는 경우(즉, 음속보다 빠른 속도로 비행하는 경우)를 초음속 비행이라고 말한다. 음속이 초당 343미터일 경우 마하 1.0은 시속 1,235km다. 이때, 비행체 주위의 공기에는 충격파가 생성되며 이 충격파를 전후하여 공기의 성질이 급격히 변화하기 때문에, 항공공학에서는 마하 수가 중요한 의미를 가진다. 또한 이러한 공기의 성질을 나타내는 중요한 무차원 수로 레이놀즈 수가 있으며 이 또한 항공공학에서 중요한 의미를 갖는다.

## 참고 문헌
- John D.Anderson Jr. Fundamentals of Aerodynamics Third Edition. McGraw-Hill.